# Joaquim Silva (ator)
Isidoro Joaquim Duarte Silva, mais conhecido por Joaquim Silva (Lisboa, 11 de dezembro de 1860 — Ceará, 4 de julho de 1896), foi um ator de teatro português que se notabilizou em Portugal e no Brasil.

## Biografia
Joaquim Silva nasceu em Lisboa, a 11 de dezembro de 1860, sendo batizado como filho de pais incógnitos na capela dos expostos da Santa Casa da Misericórdia de Lisboa. À data do seu casamento, é ainda desconhecida a sua filiação, no entanto, uma notícia do periódico O Occidente, refere que o ator era filho de Joaquim Duarte Silva e Eulália Joaquina, já falecidos em 1896.

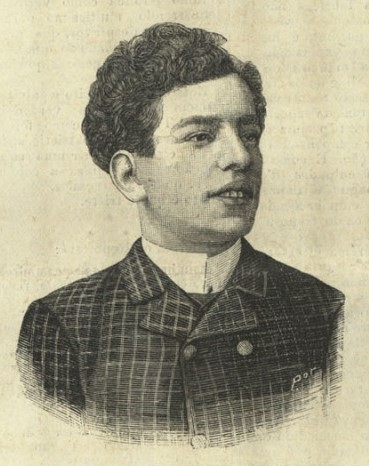
Gravura de Joaquim Silva (Diário Illustrado, 25 de janeiro de 1892).

Iniciou-se na atividade profissional como estofador de carruagens e depois como correeiro e aproveitava as horas vagas para representar como amador numa sociedade de curiosos que existia na Calçada do Cabra, ao Bairro Alto. Passou depois para outra sociedade, onde ensaiava o ator Carreira e em que Joaquim Silva já era notado como um bom amador. Em seguida entrou para o grupo de Eduardo Brazão, onde mais afirmou o seu talento. A primeira vez que representou em público foi num pequeno teatro da Rua do Olival denominado Teatro D. Fernando, perto de Alcântara, com a revista Vistorias do Diabo, de Jacobetty, dramaturgo de eleição dos teatros populares de rua. Era uma sociedade de artistas modestos, que depois levou à cena a revista O Reinado do Prior e a paródia Niniche Lisbonense, do mesmo autor. Depois esteve, ainda que brevemente, no Teatro dos Recreios. Esteve também nas feiras de Belém e Amoreiras e formou, em 1880, uma companhia para explorar o Teatro do Rato, que não singrou. Acabou por assentar no Teatro Chalet, um modesto teatro estabelecido na Rua dos Condes e dirigido pelo empresário Manuel José de Araújo, onde se estreou a 9 de maio de 1881. Foi aí que alcançou os primeiros sucessos da sua carreira, nomeadamente nas revistas O Micróbio, D. Quixote e Pontos nos is, na mágica A Sombra do Rei, na farsa Manuel Mendes, na paródia Duque de Vizela, etc., muitas ao lado do ator Alfredo Carvalho. Em pouco tempo tornou-se o ídolo dos espectadores daquele espaço. Com a saída de Joaquim e Alfredo dos teatros populares e subsequente morte de Jacobetty, estes acabaram por desaparecer.
Joaquim Silva ganhou tal notoriedade que, Francisco Palha, empresário do Teatro da Trindade, foi buscá-lo para fazer parte da sua companhia, onde representaria os primeiros papéis, ao lado de Leoni, Queirós, Augusto e outros. Ali estreou-se a 17 de setembro de 1887, na ópera cómica Toutinegra do Templo, alcançando aí a sua primeira vitória. Neste teatro agradou extraordinariamente e fez um excelente repertório, especialmente nas peças Homem da bomba, Menina do telefone, Piparote, Gato Preto, Cossaca, Tio Celestino, Boccacio, Nitouche, Moleiro d'Alcalá, Carneiros na sobreloja, Penhora, Coração e mão, Preço da bolacha, Almas do outro mundo, Cigarra, Trinta botões, Sureouf, Ortografia, Perichole, Noiva dos Girassóis, Moira de Silves, Pato de três bicos, Sorte Grande, Colégio de meninas, Herança do 103, Defeito, entre outras. O ator ficou também conhecido pelos seus monólogos cómicos, como por exemplo Do mesmo lado, que foi descrito como "uma borracheira semi-pornográfica a que ele empregava a sua graça e o seu talento".

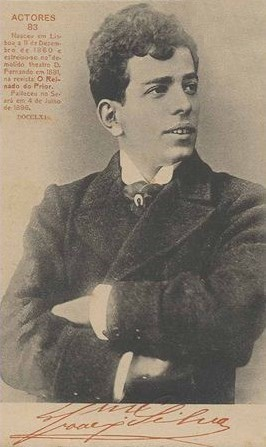
Postal ilustrado de Joaquim Silva (Museu Nacional do Teatro e da Dança).

A 25 de janeiro de 1892 realizou a sua festa artística com as peças Intrigas no Bairro, Herança do 103, Ditoso Fado e Sempre a rir. Ainda no mesmo ano foi contratado por António de Sousa Bastos para ir ao Brasil, fazendo ali a sua estreia a 10 de julho no papel de "Maduro" na ópera cómica O burro do Sr. Alcaide, que constituiu um enorme sucesso. O mesmo sucesso afirmou-se nos personagens "Lucas" e "Deputado" na revista Tim tim por tim tim e "Toureiro" na opereta Miss Helyett. Destaca-se também nas peças A Grã-Duquesa de Gerolstein, Moira de Silves, Huguenotes, Casamento simulado e Nossos rendimentos. Sousa Bastos garantiu, na época, que nenhum outro ator português tinha feito maior sensação no público do Rio de Janeiro, e que, nessa ocasião obteve igual êxito em São Paulo.
Quando em 1894 regressou do Brasil, já o Teatro da Trindade era dirigido por Sousa Bastos e ele para ali voltou, continuando a ser recebido com enormes simpatias, obtendo novos êxitos nas peças Três dias na berlinda, 28 dias de Clarinha, Niniche, Sal e Pimenta, Fada do Amor, etc. Foi também neste ano, a 24 de agosto, que casou, na Igreja de São José, em Lisboa, com a sua companheira de longa data, Joaquina Adelaide Teixeira, de 29 anos de idade, natural de Lisboa e filha de João Miguel Teixeira e Maria Simplícia das Dores. Neste ato legitimaram os dois filhos que já tinham, Amélia Josefina Silva, nascida a 28 de agosto de 1885 e Virgílio Joaquim Silva, nascido a 19 de julho de 1890.

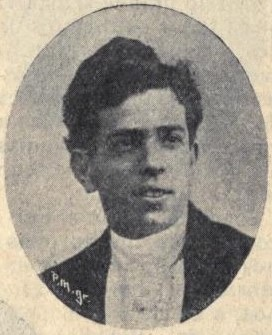
Retrato de Joaquim Silva (publicado no Diccionario do theatro portuguez, em 1908).

Em 1895 voltou ao Brasil, sendo recebido calorosamente, no entanto, sem o entusiasmo da primeira época, porque na companhia iam como novidade outros artistas que agradaram de forma igual e com quem o público repartia os aplausos, o que desgostou o ator, fazendo-o trabalhar com menos gosto e entusiasmo. Do Rio de Janeiro e São Paulo partiu já em 1896 para o Pará, seguindo depois para o Maranhão, onde adoeceu com febre amarela, a bordo do vapor Grangense. Antes da partida tinha já sido acometido por uma congestão que lhe comprometera o sistema locomotor, no entanto, não querendo adiar a viagem, decidiu embarcar. Demorando-se a viagem para Pernambuco, o vapor fica estacionado na costa do Ceará por três dias. A dificuldade no desembarque aliada ao estado de saúde do ator não lhe permitiu acompanhar os colegas. Permaneceu a bordo, prometendo que dia 5 de julho tomaria parte do espetáculo. No entanto, falece na véspera, pelas 9 horas da manhã de 4 de julho de 1896, contando apenas 35 anos de idade, deixando em Lisboa a sua mulher viúva e dois filhos menores.
Por homenagem de um empresário brasileiro, é-lhe erguida uma lápide, sendo o ator sepultado no Cemitério São João Batista, na cidade de Fortaleza.
Sousa Bastos descreveu o ator da seguinte forma: "Joaquim Silva tinha graça e naturalidade e era muito inteligente. Sendo quase afónico, tinha a habilidade de se fazer ouvir e entender de todos. Cá fora do teatro era um perfeito boémio, um doidivanas, mas uma bela alma e muito amigo da mulher e dos filhos, que deploram a sua perda." Os redatores do Occidente, descrevem-no de maneira semelhante: "A graciosidade do seu olhar, a simplicidade no dizer, apesar da sua voz sacrificada pela tísica da laringe, e o apropriamento da caracterização à personagem, eram três requisitos que eficazmente contribuíram para o agrado público."